# Johanna Jonas-Lichtenwallner
Johanna Jonas-Lichtenwallner (eigentlich Johanna Jonas; geboren am 5. September 1914 in Wien; gestorben am 21. Juni 2002 ebenda) war eine österreichische Schriftstellerin.

## Leben
Jonas wuchs im Waldviertel auf. Nach einem Studium der Germanistik, Geschichte, Philosophie und Religionswissenschaft an der Universität Wien organisierte und leitete sie zwei Jahrzehnte lang literarische Veranstaltungen und Volkshochschulkurse.
Sie war erste Vorsitzende des Wiener Frauenclubs und wirkte als Vorstandsmitglied in zahlreichen in- und ausländischen Vereinen und Vereinigungen.
1965 veröffentlichte sie ihren ersten Gedichtband und in den folgenden Jahren zahlreiche weitere Gedichtbände, Jugend- und Kinderbücher, Romane und Sagensammlungen. Außerdem wirkte sie als Herausgeberin von Anthologien.

## Würdigungen
- 1965 Anerkennungs-Preis für Jugendbuch der Österreichischen Zentralsparkasse
- 1976 Goldenes Ehrenzeichen für Verdienste um die Republik Österreich
- 1979 Huldreich-Büttner-Preis
- 1982 Berufstitel Professor[2]

## Werke
- Weg durch die Zeit. Lyrik. Wien 1965.
- Das Osternachtwunder. Roman. Wien 1970.
- Die Schuld der Lina Besenböck. Roman. Wien 1971.
- Mühlviertler Sagen. Krems & Wien 1971.
- Die Sanduhr. Lyrik. Wien & St. Pölten 1972.
- Wiener Streiflichter. Wien 1973.
- Waldviertel. Lyrik. Salzburg 1974.
- Der Jäger von Birkwald. Roman. Wildenwart 1974.
- Staubkorn im Raum. Lyrik. Wien 1976.
- Schattenrisse. Lyrik. Wien 1976.
- Die unwahrscheinlichen Dinge. Feuilletons, Essays, Glossen. Wien 1977.
- Gesang der Gräser. Lyrik. Wien & St. Pölten 1978.
- Aphorismen. Wien 1985.
- Irmengardis. Roman. St. Ottilien 1985.
- Späte Lieder. Wien 1986.
- Holländische Skizzen. Wien 1988.
- Meditationen und Gedanken. Lyrik. Wien 1992.
- Späte Elegien. Wien 1997.
- Erfahrungen und Ergebnisse. Wien 1998.

als Herausgeberin:
- Wie weise muss man sein, um immer gut zu sein. Eine Anthologie österreichischer Frauenlyrik der Gegenwart. Steyr 1972.
- Standortbestimmungen. Anthologie junger österreichischer Autoren. Wien 1978.
- Mit Mystikern ins dritte Jahrtausend. Wien 1989.